# Universidad de las Regiones Autónomas de la Costa Caribe Nicaragüense

## Generalidades
La Universidad de las Regiones Autónomas de la Costa Caribe Nicaragüense (URACCAN) es una institución con enfoque comunitario e intercultural, inaugurada públicamente en 1994 y declarada en el año 2007 “Patrimonio de los pueblos Indígenas, Afrodescendientes y comunidades étnicas de la Costa Caribe nicaragüense”, por ambos gobiernos regionales autónomos.
URACCAN surgió como un proyecto político-educativo de conformidad con las aspiraciones y demandas históricas de los pueblos indígenas, afrodescendientes, mestizos y de otras comunidades étnicas de las Regiones Autónomas.  
Su primera rectora y cofundadora fue la Dra. Myrna Cunningham, quien estuvo al frente de esta institución durante 8 años. Desde 2002 hasta el 2022, esta Universidad Comunitaria Intercultural fue dirigida por la Dra. Alta Hooker Blandford. Desde agosto de 2022 hasta la actualidad se encuentra Ilenia Arllery García Peralta como la nueva rectora de esta institución
Para llevar la educación a la mayoría de los pueblos costeños, URACCAN creó cuatro recintos: en Bluefields, Las Minas, Nueva Guinea y Bilwi. Además, fundó cuatro extensiones universitarias: en Rosita, Bonanza, Waslala y Waspán.
URACCAN es, actualmente, el mayor referente educativo de las sociedades caribeñas a nivel nacional e internacional, pues ofrece carreras de pregrado, grado y posgrado basadas en los contextos multiétnicos, pluriculturales y plurilingües de la Costa Caribe.    

## Recintos y extensiones
- Recinto Bluefields
- Recinto Nueva Guinea
- Recinto Las Minas
  - Extensión Rosita
  - Extensión Bonanza
  - Extensión Waslala
- Recinto Bilwi
  - Extensión Waspán

## Modelo pedagógico
El Modelo Pedagógico de la URACCAN se articula a partir de un enfoque histórico-cultural. Este reconoce y asume que los pueblos originarios y afros:
1.	Son portadores milenarios de conocimiento y saberes. 
2.	Poseen culturas que enriquecen la cultura global de Latinoamérica. 
3.	Transmiten valores éticos, humanos y espirituales de gran valía. 
4.	Poseen cosmovisiones y cosmogonías que constituyen una fuente inagotable y energía revitalizadora, sustentable de saberes y conocimientos de relacionamiento armonioso con la Madre Tierra. 
5.	Son fuentes de teorías y prácticas científicas para el auto-desarrollo con identidad en el marco de una nueva relación horizontal con el mundo.

## Institutos y centros, laboratorios y revistas
A.	INSTITUTOS Y CENTROS
Con base en su filosofía institucional, orientada a revitalizar, promover y fortalecer la autonomía regional y el ejercicio de los derechos comunitarios, así como las identidades, cosmovisiones, espiritualidades y formas de organización propias de los pueblos indígenas, afrodescendientes y mestizos, URACCAN cuenta con cinco institutos y dos centros para la Creación y Recreación de conocimientos, saberes y prácticas: 
1.	Instituto de Medicina Tradicional y Desarrollo Comunitario (IMTRADEC).
2.	Instituto de Promoción e Investigación Lingüística y Revitalización Cultural (IPILC).
3.	Instituto de Recursos Naturales, Medio Ambiente y Desarrollo Sostenible (IREMADES).
4.	Instituto de Estudios y Promoción de la Autonomía (IEPA).
5.	Centro de Estudios e Información de la Mujer Multiétnica (CEIMM).
6.	Centro de Información Socio Ambiental (CISA).
7.	Instituto de Comunicación Intercultural (ICI).
Como parte de sus procesos de revitalización y promoción de la cultura de la Costa Caribe, URACCAN también dirige, a través del ICI, cinco laboratorios de comunicación comunitaria:
1.	Radio URACCAN Siuna 
2.	Radio URACCAN Rosita 
3.	Radio URACCAN Bluefields 
4.	Radio URACCAN Waspán
5.	Canal Comunitario, Canal 5 de televisión. 
Así mismo, desde estos espacios se brinda acompañamiento a las comunidades indígenas y afrodescendientes mediante proyectos emblemáticos y asesorías en la construcción de sus planes operativos, estratégicos y organizacionales, para el fortalecimiento del desarrollo con identidad desde su entorno político y comunitario organizacional.

'B.'	CENTROS DE INNOVACIÓN Y EMPRENDIMIENTO
En función de promover la investigación aplicada, el aprendizaje científico-técnico, el talento estudiantil y el desarrollo regional, URACCAN creó los Centros de Innovación y Emprendiemientos Comunitarios, mediante los cuales se han desarrollado entendiemientos y alianzas con organizaciones nacionales e internacionales, instituciones estatales y empresas privadas del territorio. Dichos espacios son:
1.	Centro de Innovación y Emprendimiento “Slilma”, del recinto Bilwi.
2.	Centro de Innovación y Emprendimiento “Kiulna”, del recinto Las Minas
3.	Centro de Innovación y Emprendimiento del recinto Nueva guinea. 

C.	LABORATORIOS NATURALES
En función de su Misión y compromiso comunitario, URACCAN creó cinco Laboratorios Naturales en los recintos Bilwi, Nueva Guinea y Las Minas, los cuales son conocidos como espacios vivos de aprendizaje colectivo, desde los cuales se promueve la innovación, el emprendimiento, la producción y comercialización basándose en los principios y valores del Desarrollo Comunitario, el Buen Vivir y la armonía con la Madre Tierra. 
1.	Laboratorio Natural Los Laureles, comunidad El Hormiguero, Siuna.
2.	Laboratorio Narutal Bismarck Lee, comunidada Waslalita 1, Waslala.
3.	Laboratorio Natural Awawas, comunidad San Pablo, Siuna. 
4.	Laboratorio Natural Snaky, comunidad de Moss, Waspán.
5.	Laboratorio Natural Jerusalén, comunidad Jerusalén, Nueva Guinea.

D.	REVISTAS
URACCAN también cuenta con un cuerpo de revistas especializadas para promover sus investigaciones académico-científicas y sus diversas actividades comunitarias en los territorios, las cuales se publican periódicamente y están al servicio del público en general, entre estas, dos son de carácter científico:
1.	Ciencia e Interculturalidad (Científica)
2.	Revista Universitaria del Caribe (Científica)
3.	URACCAN al Día (Comunicación Intercultural)
4.	URACCAN al Día TV 
5.	Karibian Soul TV

## Misión, visión, principios y valores
A.	VISIÓN
Ser líder en el modelo de Universidad Comunitaria Intercultural reconocida a nivel regional, nacional e internacional por su calidad y pertinencia, que acompaña procesos de gestión e incidencia para la construcción de ciudadanías interculturales de género, que conlleven al Buen Vivir y la autonomía de los pueblos indígenas, afrodescendientes, mestizos y otras comunidades étnicas.  
B.	MISIÓN 
Formar hombres y mujeres con conocimientos, saberes, capacidades, valores, principios, actitudes humanistas, sentido de emprendimiento e innovación, en equilibrio y armonía con la Madre Tierra para el fortalecimiento de las autonomías de los pueblos.  
C.	PRINCIPIOS
Los principios institucionales son:
1.	Autonomía universitaria
2.	Accesibilidad
3.	Equidad 
4.	Interculturalidad 
5.	Servicio comunitario
6.	Identidad cultural
7.	Unidad regional
8.	Unidad nacional
9.	Construcción colectiva 
10.	Cultura de calidad  
D.	VALORES
Los valores que orientan las actitudes y prácticas institucionales son:
1.	Identidad institucional
2.	Respeto
3.	Ética 
4.	Solidaridad 
5.	Humanismo
6.	Transparencia 
7.	Corresponsabilidad
8.	Confianza
9.	Complementariedad 
10.	Consciencia ambiental 

V.	ÁREAS ACADÉMICAS
A nivel de pregrado y grado, URACCAN cuenta con cinco áreas académicas del conocimiento:
1.	Ciencias Económicas y Administrativas 
2.	Ciencias de la Educación e Idiomas  
3.	Ciencias de la Salud 
4.	Ciencia, Tecnología y Medio Ambiente 
5.	Humanidades, Ciencias Jurídicas y Sociales 

Postgrado.
A nivel de estudios de postgrado (especializaciones, maestrías y doctorado), la oferta internacional es coordinada por la Dirección Académica General y las ofertas locales son coordinadas por las Secretarías Académicas de los recintos.

Educación continua.
Las ofertas de educación continua (diplomados comunitarios, foros, talleres de capacitación) son organizadas y conducidas por los institutos y centros de investigación, en coordinación con las secretarías académicas de los recintos donde se implementan.
La oferta académica de URACCAN ha contemplado un total de 21 programas de maestría, 11 especializaciones, 29 carreras de licenciatura, 19 en el nivel de técnico superior, 3 Escuelas de Liderazgo y más de 70 diplomados comunitarios.

## Redes académicas internacionales
La internacionalización es un componente histórico fundamental para el desarrollo de URACCAN, especialmente desde la gestión intercultural de la Cooperación, Solidaridad y Complementariedad Institucional. Entre las principales redes académicas internacionales de las que esta institución forma parte, destacan:
1.	RUIICAY: Red de Universidades Indígenas, Interculturales y Comunitarias de Abya Yala. 
2.	CSUCA: Consejo Superior Universitario Centroamericano.
3.	UDUAL: Unión de Universidades de América Latina y el Caribe.
4.	RIMAR: Red sobre Internacionalización y Movilidades Académicas y Científicas. 
5.	Red INCA de Cooperación e Internacionalización de la Educación Superior en América Central. 
6.	Grupo de trabajo CLACSO “Afrodescendencia, Racismo y Resistencia en el Caribe”. 
7.	Observatorio Regional de Responsabilidad Social para América Latina y el Caribe, de UNESCO. 
8.	Red ALTER-NATIVA.
9.	ONECA: Organización Negra Centroamericana.
10. 	Red Universitaria de Géneros, Equidad y Diversidad Sexual (RUGEDS) de la Unión de Universidades de América Latina y el Caribe (UDUAL).
11. Red Latinoamericana de Investigación y Transferencia de Estudios y Prácticas Sociales de Género (GENRED).
12. Mesa por la Equidad de Género, Nicaragua.
13. Comisión de Extensión del Consejo Nacional de Universidades (CNU).
14. Red Universitaria de Géneros, Equidad y Diversidad Sexual (RUGEDS) de la Unión de Universidades de América Latina y el Caribe (UDUAL).
15. Red Latinoamericana de Investigación y Transferencia de Estudios y Prácticas Sociales de Género (GENRED).
17. Mesa por la Equidad de Género, Nicaragua.
VII.	PRINCIPALES HITOS HISTÓRICOS DE URACCAN'

## Principales hitos históricos de URACCAN
1990. Los fundadores de esta institución, organizados en la Asociación Pro URACCAN, presentaron ante el Consejo Nacional de Universidades (CNU) su proyecto de creación, el cual fue aprobado el 6 de marzo de 1992.
1993. La Asamblea Nacional otorgó a URACCAN personería jurídica sin fines de lucro, mediante el Decreto 602, publicado en La Gaceta n.º 104.
1994. El Consejo Técnico de la URACCAN elaboró una normativa sobre la organización y funcionamiento de los dos primeros años de vida institucional y celebró las primeras elecciones de autoridades: Rectoría y Vicerrectorías de recintos.
1994. URACCAN es inaugurada públicamente, anunciando sus primeras ofertas educativas y abriendo su proceso de matrículas. 
1995. Se inician las actividades académicas en los recintos Bilwi, Las Minas (Siuna) y Bluefields, y las extensiones en Waspán, Rosita y Bonanza. De modo que las sedes se ubicaron en las principales zonas etnolingüíticas de la Región Autónoma de la Costa Caribe Norte (RACCN) y Sur (RACCS).
1996. URACCAN recibe financiamiento estatal mediante el 6% del Presupuesto General de la República, integrándose al CNU como miembro pleno.
2000. Se elabora participativamente el primer Plan de Vida o Plan Estratégico Institucional (PEI 2001-2005).
2004. Primer proceso de Autoevaluación Institucional (2004), desarrollado en el marco del Proyecto de Modernización de la Educación Superior del país y financiado por el Banco Interamericano de Desarrollo (BID)/ Ministerio de Hacienda y Crédito Público (MHCP).
2006. Se aprueba la Ley General de Educación (Ley 582) y se reconoce el Subsistema Educativo Autonómico Regional (SEAR) como parte del Sistema Educativo Nacional y se le reconoce a URACCAN su carácter comunitario de interés público regional.
2007. Los Consejos Regionales Autónomos reconocen a la URACCAN como “Patrimonio de los pueblos del Caribe nicaragüense”.
2007. Se elabora el segundo Plan de Vida Institucional (PEI 2008-2012), derivado de otro proceso de reflexión y análisis ampliamente participativo.
2014. Se elabora y aprueba el tercer Plan de Vida Institucional para el período 2015-2019, el cual incorpora el primer Plan de Mejora Institucional, tercera etapa del proceso de aseguramiento de la calidad de la educación superior en Nicaragua.